# Muchomor porfirowy
Muchomor porfirowy (Amanita porphyria Alb. & Schwein.) – gatunek grzybów należący do rodziny muchomorowatych (Amanitaceae).

## Systematyka i nazewnictwo
Pozycja w klasyfikacji według Index Fungorum: Amanita, Amanitaceae, Agaricales, Agaricomycetidae, Agaricomycetes, Agaricomycotina, Basidiomycota, Fungi.
Synonimów naukowych ma 15. Niektóre z nich:
- Agaricus porphyrius (Alb. & Schwein.) Fr. 1821
- Agaricus recutitus Fr. 1838
- Amanita recutita (Fr.) Gillet 1874
- Amanitina porphyria (Alb. & Schwein.) E.-J. Gilbert, in Bresadola 1941

Nazwę polską podali Barbara Gumińska i Władysław Wojewoda w 1968 r.

## Morfologia
Kapelusz
O średnicy 4–9 cm, u osobników młodych dzwonkowato-łukowaty, następnie szybko spłaszczający się. Brzeg tępy, bez prążków, powierzchnia kapelusza gładka, naga z delikatnymi, wrośniętymi włókienkami, zazwyczaj z łatkowatymi resztkami osłony. Kolor szarobrązowy lub szarofioletowy. Podczas suchej pogody jest błyszczący, podczas wilgotnej śliski.
Blaszki
Białe, nierównej długości, gęste i wolne przy trzonie.
Trzon
Wysokość 8–13 cm, grubość 1–2 cm, walcowaty, w górnej części zwężony. Na młodych owocnikach pełny, później pusty w środku. na starszych szarobrązowy z fioletowym odcieniem. Pierścień zwisający, u starszych okazów zanika. Podstawa bulwiasta z dużą, odstającą od trzonu, porozrywaną pochwą, która jest zwykle ciemniejsza od trzonu.
Miąższ
Kruchy, biały, dość cienki. Ma nieprzyjemny zapach gnijących ziemniaków i smak rzodkwi.
Wysyp zarodników
Biały. Zarodniki kuliste, gładkie, o średnicy 8–10 μm.

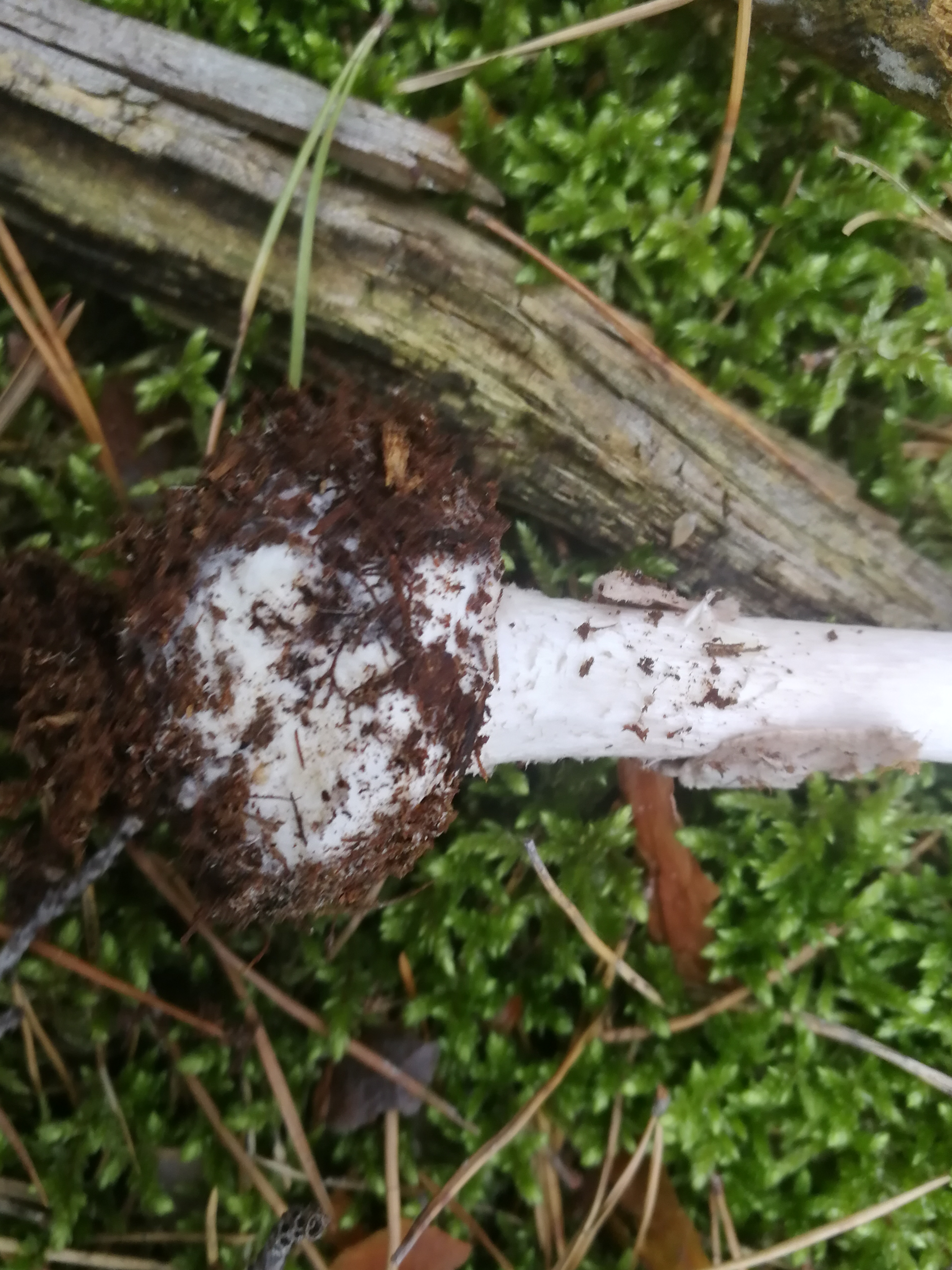
Bulwa u podstawy trzonu
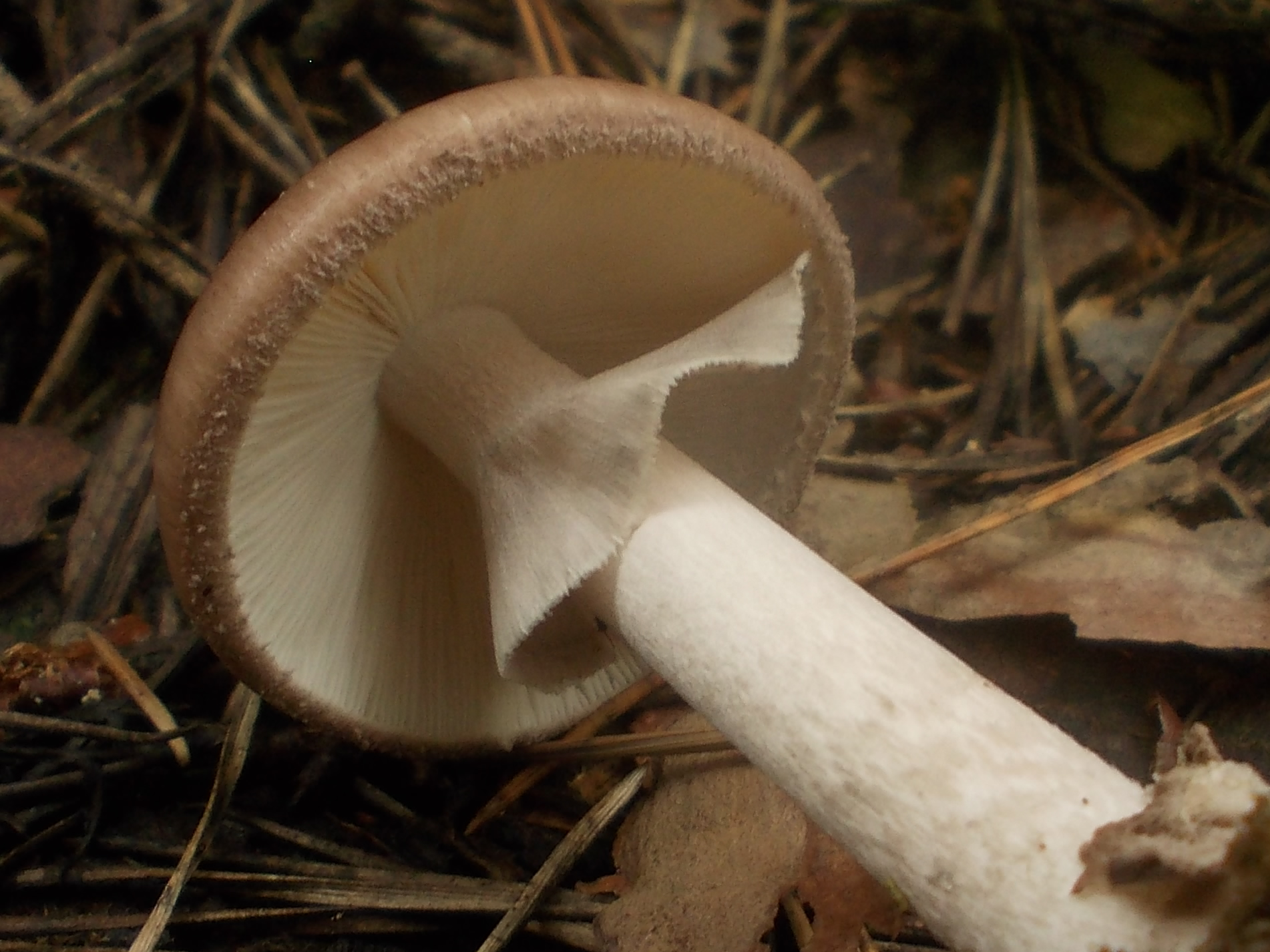
Blaszki, pierścień i trzon
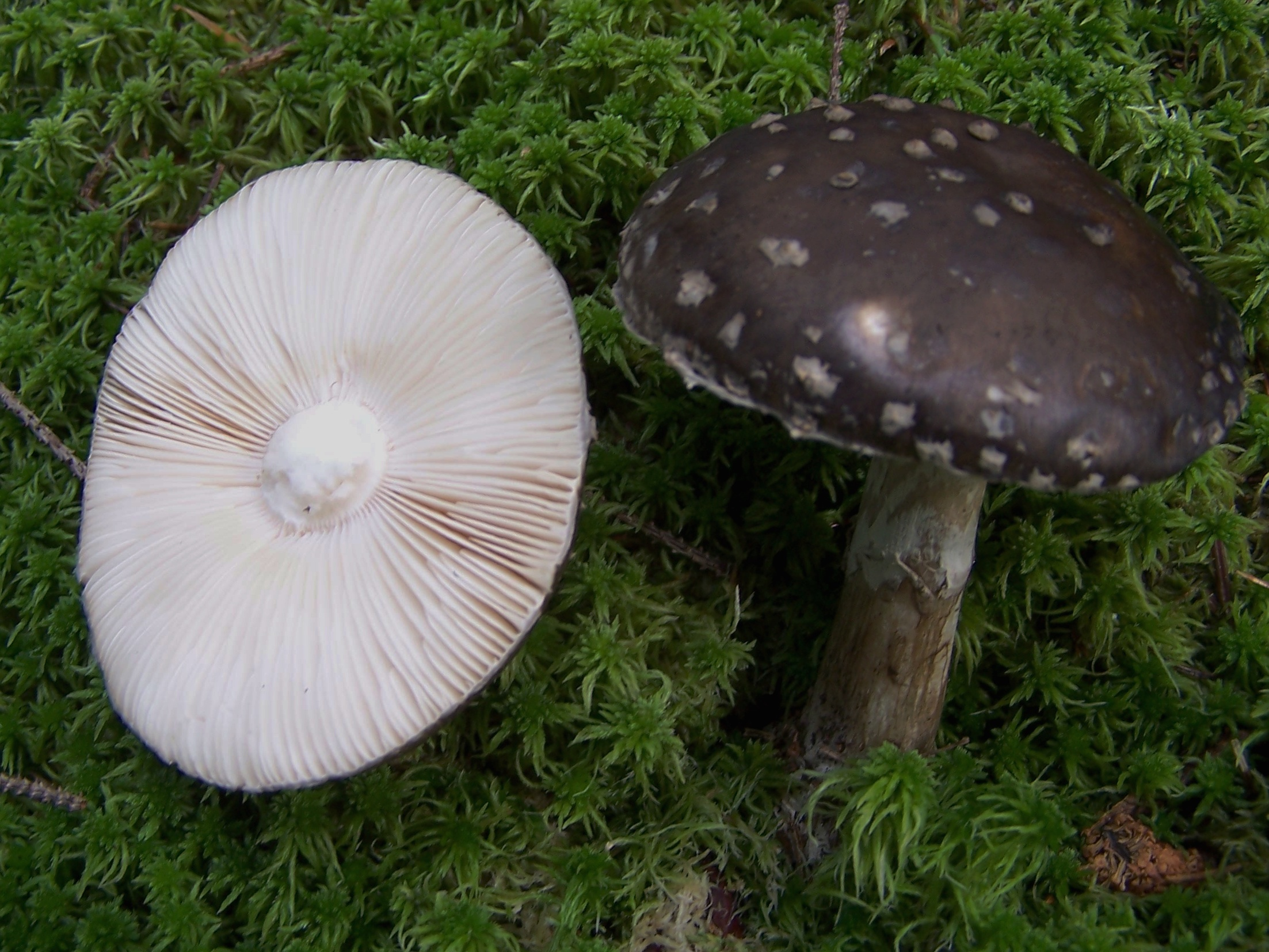
Odmiana ciemna

## Występowanie i siedlisko
Występuje na całej półkuli północnej. Jego stanowiska opisano w Ameryce Północnej, Europie i Japonii. W Polsce jest pospolity. W piśmiennictwie naukowym na terenie Polski podano liczne jego stanowiska.
Rośnie głównie w lasach iglastych na kwaśnych glebach; na niżu w lasach sosnowych, w górach pod świerkami. Owocniki wyrastają od lipca do października.

## Znaczenie
Grzyb mikoryzowy. Grzyb trujący (zatrucia psychotropowo-neurotoksyczne).

## Gatunki podobne
Czasami podobny jest muchomor twardawy (Amanita excelsa), ale nie posiada odstającej bulwy, jest też większy i bardziej mięsisty.